# Виноградовник японский
Виногра́довник япо́нский (лат. Ampelópsis japónica) — вид древовидных лиан из рода Виноградовник.

## Синонимы
- Ampelopsis mirabilis Diels & Gilg
- Ampelopsis napiformis Carrière
- Ampelopsis serianiifolia Bunge.
- Ampelopsis tuberosa Carrière
- Cissus serianiifolia (Bunge.) Walp.
- Paullinia japonica Thunb.
- Vitis serianiifolia (Bunge.) K.Koch[1]

Названия на других языках: кит. 白蔹 bai lian

## Ботаническое описание
Лиана до 2—3 метров длиной.
Листья длиной и шириной до 15 см, сильно рассечённые.
Плоды — бледно-фиолетово-голубые ягоды, 5—7 мм в диаметре.
Продолжительность вегетационного периода — около 165 дней.

## Распространение и экология
Ареал — Китай (Гуандун, Хэбэй, Хэнань, Хубэй, Хунань, Цзянсу, Цзянси, Цзилинь, Ляонин, Шаньси, Сычуань, Шэньян), Корея.
В России этот вид встречается только на юге Приморского края в Ханкайском районе, в долине реки Раздольной.

## Применение
В культуре с 1867 года.